# Kościół ewangelicki w Swarzędzu
Kościół ewangelicki w Swarzędzu – kościół, który znajdował się w Swarzędzu pośrodku Placu Niezłomnych. Rozebrany w latach 50. XX wieku.

## Historia

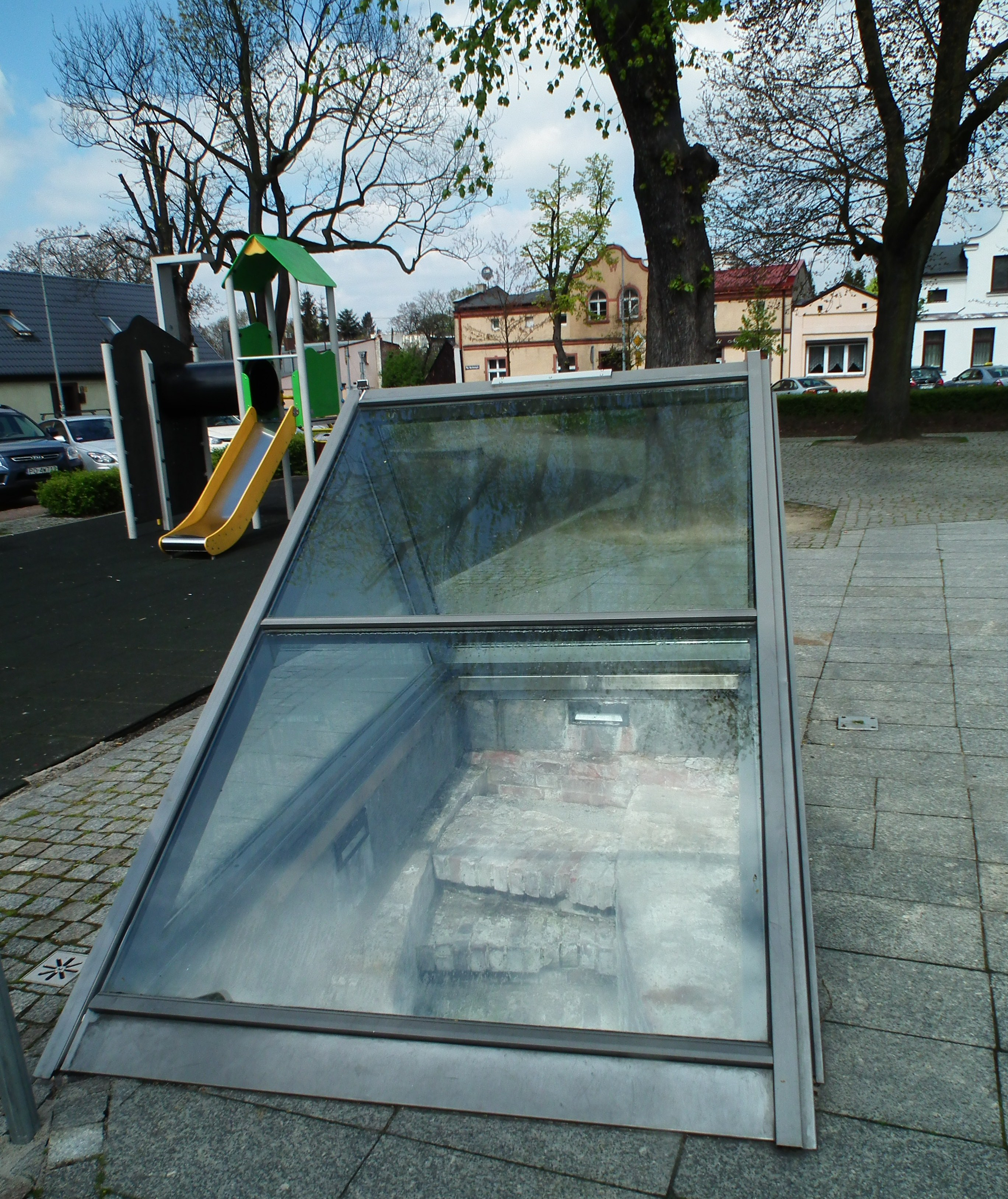
Relikty świątyni wyeksponowane w płycie Placu Niezłomnych

Gmina ewangelicka istniała w Swarzędzu od pierwszej połowy XVII wieku. Wyznawcy modlili się początkowo w dwóch domach przystosowanych do celów kultowych (wraz z mieszkańcami Poznania, Murowanej Gośliny i Pobiedzisk). Protestancki, najpewniej neogotycki kościół św. Jana Chrzciciela rozpoczęto wznosić w końcu XVIII wieku na środku obecnego Placu Niezłomnych, który w czasach zaboru pruskiego nazywał się Kirchenplatz, a w okresie międzywojennym Starym Rynkiem. Budowa trwała długo – jej ukończenie nastąpiło dopiero w 1836. Obiekt wzniesiono dzięki datkom lokalnej wspólnoty parafialnej, w tym m.in. Louisa von Treskow (właściciela pobliskiej Wierzonki), jak również dzięki pomocy króla Fryderyka Wilhelma III. Około 1866 dobudowano wyniosłą wieżę. Z końcem II wojny światowej Niemcy zostali ze Swarzędza usunięci. W 1948 senior diecezji pomorsko-wielkopolskiej Kościoła Ewangelicko-Augsburskiego również podjął bezskuteczne próby przejęcia świątyni. Obiekt skomunalizowano z zamiarem urządzenia w nim najpierw szkoły, a potem domu kultury, do czego nigdy nie doszło. Kościół rozebrano w latach 50. XX wieku, mimo że miejscowa parafia katolicka św. Marcina próbowała przejąć go i wykorzystać na cele katechetyczne i religijne.
Relikty świątyni wyeksponowano pod szkłem w płycie Placu Niezłomnych i zostały opatrzone stosowną tablicą informacyjną.